# Henry Martín
Henry Josué Martín Mex (Mérida, 18 novembre 1992) è un calciatore messicano, attaccante dell'América e della nazionale messicana.

## Caratteristiche tecniche
È un centravanti, si accentra trovando la rete con il destro, il suo piede forte, ma può calciare anche con il sinistro. Esprime le sue abilità di finalizzatore sia come unica punta che in un modulo offensivo a due punta. Dotato di potenza di tiro, calcia bene dal dischetto, ma è anche abile nelle rifiniture. Fisicamente forte, Martín è un buon colpitore di testa, è un attaccante che gioca bene nella profondità, possiede una buona tecnica di base, corre bene negli spazi liberi oltre a saper tagliare in area di rigore.

## Carriera

### Club

#### CF Mérida e Club Tijuana
Debutta con il CF Mérida il 25 luglio segnando la doppietta che sancisce la vittoria per 2-1 contro l'Atlante. Il suo ultimo gol per la squadra lo segna il 23 marzo 2014 sconfiggendo per 3-1 il Cruz Azul. In seguito veste la maglia del Club Tijuana, gioca la sua prima partita il 27 luglio perdendo per 2-1 contro l'América, realizza invece il suo primo gol con la rete del 3-1 sconfiggendo il Zacatepec de Hidalgo. Nel suo periodo con il Club Tijuana si è diviso tra la prima squadra e la sezione primavera. La sua ultima partita con la squadra la gioca contro il Toluca perdendo per 3-1, Martín scende in campo nel secondo tempo.

#### América
A partire dal 2018 inizia a giocare con l'América partecipando alla CONCACAF Champions League dove Martín segna una doppietta battendo per 3-1 il Tauro. Vince la Liga MX, segna in tutto nove gol, il primo battendo per 4-0 il Pachuca, un'altra rete la realizza sconfiggendo per 4-3 il Santos Laguna, il suo gol decide la vittoria per 1-0 contro l'Atlético San Luis, segna inoltre una doppietta, prima pareggiando per 2-2 contro il Mazatlán e poi sconfiggendo per 5-1 l'Atlas.

### Nazionale
Il 5 settembre 2015 ha esordito con la nazionale messicana disputando l'amichevole pareggiata 3-3 contro Trinidad e Tobago, sempre in un'altra amichevole il 12 ottobre 2018 segna il suo primo gol per il Massico battendo per 3-2 la Costa Rica.
Viene convocato come fuori quota nella nazionale olimpica ai Giochi di Tokyo dove vince la medaglia di bronzo, segna il gol del 3-0 vincendo contro il Sudafrica, inoltre realizza una doppietta prevalendo per 6-3 ai danni della Corea del Sud.
Partecipa al Mondiale 2022 dove realizza una sola rete, sconfiggendo l'Arabia Saudita per 2-1. Vince la Gold Cup 2023, segnando un gol battendo Haiti per 3-1, si ripete poi con un'altra rete sconfiggendo la Giamaica per 3-0.

## Statistiche

### Cronologia presenze e reti in nazionale
| Cronologia completa delle presenze e delle reti in nazionale ― Messico | Cronologia completa delle presenze e delle reti in nazionale ― Messico | Cronologia completa delle presenze e delle reti in nazionale ― Messico | Cronologia completa delle presenze e delle reti in nazionale ― Messico | Cronologia completa delle presenze e delle reti in nazionale ― Messico | Cronologia completa delle presenze e delle reti in nazionale ― Messico | Cronologia completa delle presenze e delle reti in nazionale ― Messico | Cronologia completa delle presenze e delle reti in nazionale ― Messico |
| Data                                                                   | Città                                                                  | In casa                                                                | Risultato                                                              | Ospiti                                                                 | Competizione                                                           | Reti                                                                   | Note                                                                   |
| ---------------------------------------------------------------------- | ---------------------------------------------------------------------- | ---------------------------------------------------------------------- | ---------------------------------------------------------------------- | ---------------------------------------------------------------------- | ---------------------------------------------------------------------- | ---------------------------------------------------------------------- | ---------------------------------------------------------------------- |
| 5-9-2015                                                               | Graz                                                                   | Messico                                                                | 3 – 3                                                                  | Trinidad e Tobago                                                      | Amichevole                                                             | -                                                                      | 54’                                                                    |
| 1-2-2018                                                               | Graz                                                                   | Messico                                                                | 1 – 0                                                                  | Bosnia ed Erzegovina                                                   | Amichevole                                                             | -                                                                      | 74’                                                                    |
| 11-10-2018                                                             | San Nicolás de los Garza                                               | Messico                                                                | 3 – 2                                                                  | Costa Rica                                                             | Amichevole                                                             | 1                                                                      | 46’                                                                    |
| 16-10-2018                                                             | Santiago de Querétaro                                                  | Messico                                                                | 0 – 1                                                                  | Cile                                                                   | Amichevole                                                             | -                                                                      | 82’                                                                    |
| 21-11-2018                                                             | Córdoba                                                                | Argentina                                                              | 2 – 0                                                                  | Messico                                                                | Amichevole                                                             | -                                                                      | 82’                                                                    |
| 30-9-2020                                                              | Città del Messico                                                      | Messico                                                                | 3 – 0                                                                  | Guatemala                                                              | Amichevole                                                             | 1                                                                      | 70’                                                                    |
| 7-10-2020                                                              | Amsterdam                                                              | Paesi Bassi                                                            | 0 – 1                                                                  | Messico                                                                | Amichevole                                                             | -                                                                      | 77’                                                                    |
| 17-11-2020                                                             | Graz                                                                   | Giappone                                                               | 0 – 2                                                                  | Messico                                                                | Amichevole                                                             | -                                                                      | 64’                                                                    |
| 30-5-2021                                                              | Arlington                                                              | Messico                                                                | 2 – 1                                                                  | Islanda                                                                | Amichevole                                                             | -                                                                      |                                                                        |
| 3-6-2021                                                               | Denver                                                                 | Messico                                                                | 0 – 0 dts (5 – 4 dtr)                                                  | Costa Rica                                                             | CONCACAF Nations League 2019-2020 - Semifinale                         | -                                                                      | 58’                                                                    |
| 7-6-2021                                                               | Denver                                                                 | Stati Uniti                                                            | 3 – 2 dts                                                              | Messico                                                                | CONCACAF Nations League 2019-2020 - Finale                             | -                                                                      | 66’                                                                    |
| 13-6-2021                                                              | Atlanta                                                                | Messico                                                                | 0 – 0                                                                  | Honduras                                                               | Amichevole                                                             | -                                                                      | 69’                                                                    |
| 1-7-2021                                                               | Nashville                                                              | Messico                                                                | 3 – 0                                                                  | Panama                                                                 | Amichevole                                                             | 1                                                                      |                                                                        |
| 2-9-2021                                                               | Città del Messico                                                      | Messico                                                                | 2 – 1                                                                  | Giamaica                                                               | Qual. Mondiali 2022                                                    | 1                                                                      | 81’                                                                    |
| 5-9-2021                                                               | San José                                                               | Costa Rica                                                             | 0 – 1                                                                  | Messico                                                                | Qual. Mondiali 2022                                                    | -                                                                      | 71’                                                                    |
| 8-9-2021                                                               | Panama                                                                 | Panama                                                                 | 1 – 1                                                                  | Messico                                                                | Qual. Mondiali 2022                                                    | -                                                                      | 46’                                                                    |
| 27-1-2022                                                              | Kingston                                                               | Giamaica                                                               | 1 – 2                                                                  | Messico                                                                | Qual. Mondiali 2022                                                    | 1                                                                      | 71’                                                                    |
| 30-1-2022                                                              | Città del Messico                                                      | Messico                                                                | 0 – 0                                                                  | Costa Rica                                                             | Qual. Mondiali 2022                                                    | -                                                                      | 62’                                                                    |
| 27-3-2022                                                              | San Pedro Sula                                                         | Honduras                                                               | 0 – 1                                                                  | Messico                                                                | Qual. Mondiali 2022                                                    | -                                                                      | 81’                                                                    |
| 30-3-2022                                                              | Città del Messico                                                      | Messico                                                                | 2 – 0                                                                  | El Salvador                                                            | Qual. Mondiali 2022                                                    | -                                                                      | 63’                                                                    |
| 28-5-2022                                                              | Arlington                                                              | Messico                                                                | 2 – 1                                                                  | Nigeria                                                                | Amichevole                                                             | -                                                                      | 68’                                                                    |
| 11-6-2022                                                              | Torreón                                                                | Messico                                                                | 3 – 0                                                                  | Suriname                                                               | CONCACAF Nations League 2022-2023 - 1º turno                           | 1                                                                      | 62’                                                                    |
| 14-6-2022                                                              | Kingston                                                               | Giamaica                                                               | 1 – 1                                                                  | Messico                                                                | CONCACAF Nations League 2022-2023 - 1º turno                           | -                                                                      | 86’                                                                    |
| 25-9-2022                                                              | Pasadena                                                               | Messico                                                                | 1 – 0                                                                  | Perù                                                                   | Amichevole                                                             | -                                                                      | 62’                                                                    |
| 28-9-2022                                                              | Santa Clara                                                            | Messico                                                                | 2 – 3                                                                  | Colombia                                                               | Amichevole                                                             | -                                                                      | 60’                                                                    |
| 9-11-2022                                                              | Girona                                                                 | Messico                                                                | 4 – 0                                                                  | Iraq                                                                   | Amichevole                                                             | -                                                                      | 46’                                                                    |
| 16-11-2022                                                             | Girona                                                                 | Messico                                                                | 1 – 2                                                                  | Svezia                                                                 | Amichevole                                                             | -                                                                      | 46’                                                                    |
| 22-11-2022                                                             | Doha                                                                   | Messico                                                                | 0 – 0                                                                  | Polonia                                                                | Mondiali 2022 - 1º turno                                               | -                                                                      | 71’                                                                    |
| 30-11-2022                                                             | Lusail                                                                 | Arabia Saudita                                                         | 1 – 2                                                                  | Messico                                                                | Mondiali 2022 - 1º turno                                               | 1                                                                      | 77’                                                                    |
| 26-3-2023                                                              | Città del Messico                                                      | Messico                                                                | 2 – 2                                                                  | Giamaica                                                               | CONCACAF Nations League 2022-2023 - 1º turno                           | -                                                                      | 62’                                                                    |
| 10-6-2023                                                              | San Diego                                                              | Messico                                                                | 2 – 2                                                                  | Camerun                                                                | Amichevole                                                             | -                                                                      | 62’                                                                    |
| 15-6-2023                                                              | Paradise                                                               | Stati Uniti                                                            | 3 – 0                                                                  | Messico                                                                | CONCACAF Nations League 2022-2023 - Semifinale                         | -                                                                      | 54’                                                                    |
| 18-6-2023                                                              | Paradise                                                               | Panama                                                                 | 0 – 1                                                                  | Messico                                                                | CONCACAF Nations League 2022-2023 - Finale 3º posto                    | -                                                                      | 87’                                                                    |
| 25-6-2023                                                              | Houston                                                                | Messico                                                                | 4 – 0                                                                  | Honduras                                                               | Gold Cup 2023 - 1º turno                                               | -                                                                      | 59’                                                                    |
| 29-6-2023                                                              | Glendale                                                               | Haiti                                                                  | 1 – 3                                                                  | Messico                                                                | Gold Cup 2023 - 1º turno                                               | 1                                                                      | 62’                                                                    |
| 2-7-2023                                                               | Santa Clara                                                            | Messico                                                                | 0 – 1                                                                  | Qatar                                                                  | Gold Cup 2023 - 1º turno                                               | -                                                                      | 70’                                                                    |
| 8-7-2023                                                               | Arlington                                                              | Messico                                                                | 2 – 0                                                                  | Costa Rica                                                             | Gold Cup 2023 - Quarti di finale                                       | -                                                                      | 70’                                                                    |
| 12-7-2023                                                              | Paradise                                                               | Giamaica                                                               | 0 – 3                                                                  | Messico                                                                | Gold Cup 2023 - Semifinale                                             | 1                                                                      | 63’                                                                    |
| 16-7-2023                                                              | Inglewood                                                              | Messico                                                                | 1 – 0                                                                  | Panama                                                                 | Gold Cup 2023 - Finale                                                 | -                                                                      | 84’                                                                    |
| 17-10-2023                                                             | Filadelfia                                                             | Messico                                                                | 2 – 2                                                                  | Germania                                                               | Amichevole                                                             | -                                                                      | 77’                                                                    |
| 21-11-2023                                                             | Città del Messico                                                      | Messico                                                                | 2 – 0 dts (4 – 2 dtr)                                                  | Honduras                                                               | CONCACAF Nations League 2023-2024 - Quarti di finale                   | -                                                                      | 70’                                                                    |
| 21-3-2024                                                              | Arlington                                                              | Panama                                                                 | 0 – 3                                                                  | Messico                                                                | CONCACAF Nations League 2023-2024 - Semifinale                         | -                                                                      |                                                                        |
| 24-3-2024                                                              | Arlington                                                              | Messico                                                                | 0 – 2                                                                  | Stati Uniti                                                            | CONCACAF Nations League 2023-2024 - Finale                             | -                                                                      |                                                                        |
| 7-9-2024                                                               | Pasadena                                                               | Messico                                                                | 3 – 0                                                                  | Nuova Zelanda                                                          | Amichevole                                                             | -                                                                      | 61’                                                                    |
| 10-9-2024                                                              | Arlington                                                              | Messico                                                                | 0 – 0                                                                  | Canada                                                                 | Amichevole                                                             | -                                                                      | 66’                                                                    |
| 19-11-2024                                                             | Toluca                                                                 | Messico                                                                | 4 – 0                                                                  | Honduras                                                               | CONCACAF Nations League 2024-2025 - Quarti di finale                   | 2                                                                      | 66’                                                                    |
| Totale                                                                 |                                                                        | Presenze                                                               | 46                                                                     |                                                                        | Reti                                                                   | 11                                                                     |                                                                        |

## Palmarès

### Club

#### Competizioni nazionali
- Campionato messicano: 4

América: Apertura 2018, Apertura 2023, Clausura 2024, Apertura 2024
- Coppa del Messico: 1

América: Clausura 2019
- Supercoppa del Messico: 1

América: 2019

#### Competizioni internazionali
- Campeones Cup: 1

América: 2024

### Nazionale
- Bronzo olimpico: 1

Tokyo 2020
- Gold Cup: 1

2023